# فرماندهی عالی ورماخت
فرماندهی عالی آلمان (Oberkommando der Wehrmacht) یا به طور اختصار اُ.کا.وِ «OKW»  فرماندهی عالی نیروهای مسلح رایش آلمان (ورماخت) بود.